# Octonoba yoshidai
Octonoba yoshidai är en spindelart som beskrevs av Akio Tanikawa 2006. Octonoba yoshidai ingår i släktet Octonoba och familjen krusnätsspindlar. Inga underarter finns listade i Catalogue of Life.